# 尤氏麗脂鯉
尤氏麗脂鯉，為輻鰭魚綱脂鯉目脂鯉亞目脂鯉科的其中一個種，為熱帶淡水魚，分布於南美洲巴西Papagaio河流域，體長可達7.9公分，棲息在水流湍急、岩石底質且直被生長的溪流，生活習性不明。

## 扩展阅读
- 維基物種上的相關：尤氏麗脂鯉